# 带叶兰
带叶兰（学名：Taeniophyllum glandulosum），为兰科带叶兰属下的一个植物种。产福建北部、台湾、湖南、广东北部、海南、四川东北部、云南南部。常生于海拔480-800米的山地林中树干上。